# 천안도시공사
천안도시공사(天安都市公社, Cheonan urban Corporation)는 대한민국 천안시의 도시 개발을 위해 설립된 공기업이다. 본사는 천안시 서북구 백석동 번영로 208에 위치하고 있다.

## 회사로고(CI)
- 천안도시공사의 심볼마크는 공공성과 수익성을 동시에 창출하여 시민생활의 복지와 삶의 질을 향상시키고 시설물의 통합관리를 통한 전문성 확보 및 효율성을 극대화하는 공사의 의미를 함축적으로 표현 국토의 중핵도시인 천안시 지역 모양을 이미지로 표현

## 설립 근거
- 지방공기업법 제49조 및 천안도시공사 설립 및 운영 조례에 의거 지역개발과 시민의 복지증진에 기여함.

## 설립 목적
- 행정에 경영마인드 도입으로 저비용, 고효율 체질개선 공공성과 수익성을 동시에 창출하여 행정서비스의 질 향상 시장경쟁원리 도입을 통한 책임경영 및 전문경영으로 경영 수익성 창출과 자주성 확보 시설물의 통합관리를 통한 전문성 확보 및 효율적 운영도모

## 연혁
- 2011년 6월 1일 : 설립 및 운영에 관한 조례 제정·공포
- 2011년 10월 13일 : 법인 설립 등기/제1대 서영환 이사장 취임/창립기념일
- 2012년 1월 1일 : 업무개시
- 2013년 11월 16일 : 야구장 수탁
- 2013년 12월 30일 : 시승격 50주년 기념사업 성공개최 기관 표창패(천안시장) 수상
- 2013년 12월 31일 : 태조산 청소년 수련관 위탁해제
- 2014년 1월 27일 : 실내 테니스 장 수탁
- 2014년 1월 28일 : 천안실내 배드민턴 장 수탁
- 2014년 2월 1일 : 조직개편(5개팀 ⟶ 8개팀)
- 2014년 2월 5일 : 2013년 재정균형집행 유공기관 표창(안전행정부 장관) 수상
- 2014년 2월 22일 : 천안역 지하도상가 수탁
- 2014년 10월 13일 : 제2대 김동규 이사장 취임
- 2015년 7월 28일 : 전국 지방공기업 경영평가 최우수기관 선정
- 2015년 10월 1일 : 한들문화센터 수탁 / 조직개편(8개팀 → 10개팀)
- 2015년 11월 30일 : 가족친화 우수기관 인증 - 여성가족부
- 2016년 1월 1일 : 취암산터널 수탁
- 2016년 1월 28일 : ‘지방공기업의 날’ 최우수 기관 표창(국무총리) 수상
- 2016년 2월 2일 : 고객만족경영시스템 인증 - 한국능률협회 컨설팅
- 2016년 8월 11일 : 전국 지방공기업 경영평가 우수기관 선정
- 2016년 8월 19일 : 중증장애인 생산품 우선구매 활성화 우수기관 표창(보건복지부 장관) 수상
- 2016년 10월 31일 : 안전보건경영시스템 인증 - 한국산업안전보건공단
- 2016년 11월 1일 : 천안시 녹색커튼 조성사업 최우수기관 표창(천안시장) 수상
- 2016년 11월 25일 : 종합운동장 국민체육센터 실내공기질 인증 - 한국표준협회
- 2016년 11월 26일 : 교육기부 진로체험 인증기관 선정 - 교육부
- 2016년 12월 5일 : ‘자원봉사자의 날’ 기관 표창(천안시장) 수상
- 2016년 12월 22일 : 소비자중심경영(CCM) 인증 - 공정거래위원회
- 2016년 12월 28일 : 국민체육센터 전국 최우수 공공체육시설 선정 - 문화체육관광부
- 2017년 1월 6일 : 국민체력100인증센터 수탁
- 2017년 5월 11일 : 취암산터널 위탁 해제
- 2017년 8월 4일 : 국민교육 발전 유공 기관 표창(부총리 겸 교육부장관) 수상
- 2017년 9월 1일 : 재활용선별장 수탁 / 조직개편(10개팀 → 11개팀) /태학산 자연휴양림 오토캠핑장 수탁
- 2017년 11월 1일 : 제3대 이원식 이사장 취임
- 2018년 1월 2일 : 시민속의 일등공기업 비전 선포
- 2018년 5월 29일 : 부패방지경영시스템 (ISO 37001) 인증
- 2018년 7월 16일 : 조직개편 (1본부 11개팀 > 1본부 6개부 6개팀)
- 2018년 8월 1일 : 도솔광장 수탁
- 2018년 9월 3일 : 천안국민여가캠핑장 수탁
- 2018년 11월 2일 : 도시창조 두드림센터 수탁
- 2019년 1월 2일 : 사이언스 비즈니스 플라자 수탁
- 2019년 1월 4일 : 유엔 글로벌 콤팩트 가입
- 2019년 5월 3일 : 일자리창출 우수기관 행정안전부 장관 표창
- 2019년 12월 10일 : 북부스포츠센터 수탁
- 2020년 3월 16일 : 동남구청사 수탁
- 2020년 6월 27일 : 시민체육공원 수탁
- 2020년 9월 28일 : 행정안전부 경영평가 최우수 등급 획득
- 2020년 11월 1일 : 제4대 한동흠 이사장 취임
- 2020년 12월 16일 : 대한민국 인권상 수상
- 2020년 12월 18일 : 소비자중심경영 인증 획득
- 2021년 3월 1일 : 조직개편(1본부 6부 8팀 → 1본부 6부 10팀)
- 2021년 5월 31일 : 사이언스 비즈니스 플라자 위탁해제
- 2021년 9월 6일 : 지방공기업 경영평가 우수기관 선정
- 2021년 10월 8일 : 중증장애인 생산품 우선구매 유공 표창(보건복지부 장관) 수상
- 2021년 10월 13일 : 공단 창립 10주년
- 2022년 12월 12일 : 보건복지부 장사문화발전유공 장관 기관 표창 등 3건
- 2022년 12월 20일 : 전국 시군구 지방공기업협의회 회장 선출
- 2023년 6월 8일 : 감사원 자체감사활동 심사 기초지방공기업 1위
- 2023년 7월 31일 : 천안도시공사 설립(1본부 7부 11팀)
- 2023년 12월 31일 : 동남구청사, 도시창조 두드림센터, 견인차량 보관소 위수탁해지
- 2024년 3월 14일 : 태학산자연휴양림 산림문화휴양관, 피크닉장(가족바비큐장) 수탁
- 2024년 5월 1일 : 조직개편(1본부 7부 11팀)
- 2025년 1월 20일 : 제5대 신광호 사장 취임

## 조직
- 경영본부
  - 감사팀
  - 기술안전부
    - 전력기획팀
    - 재난안전팀

  - 경영지원부
    - 인사총무팀
    - 재무회계팀

  - 문화체육부
    - 종합운동장직속
    - 축구센터팀

  - 생활체육부
    - 한들문화센터직속
    - 북부스포츠센터팀

  - 공원운영부
    - 추모공원직속
    - 자연휴양팀
    - 태조산공원팀

  - 환경교통부 
    - 재활용선별장직속
    - 교통상가팀

  - 개발사업부
    - 개발사업팀

## 위치
- 본사: 충청남도 천안시 서북구 백석동 번영로 208